# Jana und der kleine Stern
Jana und der kleine Stern ist ein 1968 erstmals erschienenes Kinderbuch von Autor Werner Heiduczek und Illustrator Karl-Heinz Appelmann.

## Inhalt und Aufbau
Das Buch beginnt mit der Vorstellung der Protagonisten. Jana, einem kleinen Mädchen sowie einem namenlosen Stern. Beide hatten jeden Abend dasselbe Ritual, Jana wünschte dem kleinen Stern gute Nacht und dieser zwinkerte ihr zurück. Als Jana aber eines Tages wach wurde, saß der kleine Stern auf ihrem Bett. Er hatte sich zu sehr vorgebeugt, um Jana besser sehen zu können und war dabei vom Himmel gefallen. Zunächst freute sich Jana, doch der Stern zitterte und erklärte Jana, dass er unbedingt vor Tagesanbruch wieder in den Himmel zurück müsste, da er sonst blind werden würde. Der Versuch vom Fensterbrett zurück in den Himmel zu springen war erfolglos. Nun versuchte Jana ihn hinauf zu werfen, was ebenfalls keinen Erfolg hatte. Mittlerweile weinte der Stern. Daraufhin verließen die beiden die Wohnung und gingen nacheinander zur Meise in den Garten, zur Lerche auf dem Feld und zum Adler auf dem Fels. Jedes Mal wunderte sich der Vogel, warum Jana ihn weckte, woraufhin Jana den Vogel bat, den Stern wieder zurück an den Himmel zu tragen. Doch alle Vögel lehnten ab, weil sie zu schwach dazu wären und verwiesen das Mädchen und den Stern an den nächstgrößeren Vogel. Der Adler trug die beiden auf seinem Rücken zum Flieger vor der Stadt. Doch auch der Flieger konnte ihnen nicht helfen, flog beide aber zu seinem Bruder, dem Kosmonauten hinter der Stadt. Dieser endlich war in der Lage, dem Stern zu helfen und flog ihn mit seiner Rakete zurück an den Himmel. Am nächsten Tag schlief Jana lange und wurde von ihrer Mutter geweckt. Jana erzählte dieser die Geschichte, die sie ihr aber nicht glauben wollte und meinte, das sei ein Traum gewesen. Das Mädchen bestand aber darauf, dass es sich so zugetragen hatte und zeigte der Mutter am Abend den Stern. Das Buch schließt mit dem allabendlichen Gute-Nacht-Ritual der beiden Freunde.
Das meist für Kinder ab sechs Jahren, zum Teil schon ab drei Jahren, empfohlene Buch ist sehr bildlastig, ja vielfach wird es als Bilderbuch angesehen. Einzelne der 48 Seiten bestehen zwar nur aus Text, dieser ist jedoch in recht großen Buchstaben gehalten. Häufig ergänzen kürzere Texte die Bilder. Diese sind überwiegend Nachtblau gehalten, seltener Korngelb oder Garten- und Waldgrün. Trotz der oftmals vorherrschenden Farbe bei den Einzelbildern machen diese dennoch einen bunten Gesamteindruck. Einzelne Bilder können über zwei Seiten gehen. Zum Teil sind sie flächig, zum Teil sind aber auch die Figuren und Objekte vor dem weißen Hintergrund freigestellt.

## Publikation
Das Buch erschien erstmals 1968 in der Reihe ABC Ich kann lesen des Kinderbuchverlags Berlin. Schon ein Jahr später folgte die zweite Auflage. Bis 1988 brachte es das Buch in der DDR auf 13 Auflagen und gehört damit zu den Klassikern der ostdeutschen Kinder-Literatur. Die ersten ausländischen Übersetzungen wurden 1970 in Dänemark und Finnland veröffentlicht. Beide Ausgaben hatten wie die zweite Auflage in der DDR trotz der Beibehaltung des quadratischen Formates nur 24 Seiten. Die japanische Ausgabe 1973 hatte dafür 66 Seiten. Anders als alle vorigen Auslandsausgaben wurde die polnische Ausgabe 1976 von Julitta Karwowska-Wnuczak neu illustriert und nicht die Bilder Appelmanns übernommen. Die im selben Jahr erschienene kubanische Ausgabe orientierte sich indes wieder direkt am DDR-Original, selbst die Reihenzugehörigkeit wurde mit Abc, ya sé leer übernommen. Eine bundesdeutsche Ausgabe erschien 1973 bei Dausien in Hanau, bei Leiv 1994 eine gesamtdeutsche Ausgabe, die allerdings nur noch einen Umfang von 31 Seiten hatte und von Konrad Golz neu illustriert wurde. 1996 wurden von der Deutschen Zentralbücherei für Blinde (DZB) je eine Ausgabe in Vollschrift und Kurzschrift publiziert. Obwohl von der Leiv-Ausgabe der neu hinzu gefügte Untertitel Eine Bilderbuchgeschichte übernommen wurde, kam das Buch ohne Illustrationen aus.
In Laterne vor der Bambushütte setzte Heiduczek die Abenteuer Janas, erneut illustriert von Appelmann, in einem weiteren Band in der Reihe ABC Ich kann lesen fort. Dieses mal folgt Jana dem Sandmännchen nach Vietnam und wird mit den Schrecken des Krieges konfrontiert. Dieses Buch wurde nicht erneut aufgelegt.

## Rezeption und Adaption
Die Beliebtheit des Buches zeigt sich nicht nur an der zweistelligen Zahl der Auflagen und der damit weiten Verbreitung, sondern auch daran, dass es in der Erinnerung vieler Kinder vor allem aus der DDR einen zentralen Platz in der Erinnerung an ihre Kinderbücher hat (Steffi Langanhahn). Nicht für wenige Kinder in der DDR war es das erste Buch, das eigenständig gelesen wurde. Auch nach der Wende wurde die Liebe zum Buch immer weiter an nachkommende Generationen gegeben. Die Pädagogin Sandra Langanhahn urteilte: „Jana wird in beiden Geschichten zur unverwechselbaren Hauptgestalt, die sich durch ihren inneren Reichtum und Forscherdrang ihre Umwelt erschließt und sich dieser öffnet. Ihre Träume und Wünsche lassen sie in ihrer Entwicklung nie still stehen. Das Interesse für andere zeigt ein geformte soziales Verhalten, das sie ebenfalls in ihrer Persönlichkeitsstruktur bereichert.“
Kaum weniger wichtig waren die Bilder Appelmanns, die als „humorvoll und skurril“ bewertet wurden. Er regt zudem die kindliche Phantasie und den Humor an, indem er in den Bildern immer wieder kleine, humorvolle Details versteckt, etwa einen hinter einem Baum hervor schauenden Hasen. Für Appelmann war es das erste Bilderbuch, das er illustrierte.
Deutliche inhaltliche Bezüge gibt es zu den Kinderbüchern „The Star That Fell“ von Karen Hayles und „Lauras Stern“ von Klaus Baumgart, wobei es doch deutliche Unterschiede vor allem in der Motivation der Protagonistin gibt. Während Jana versucht den Stern so schnell wie möglich wieder an seinen angestammten Platz zu bringen, geht es in den beiden anderen Büchern vorrangig darum, dass die Protagonistinnen Maddy beziehungsweise Laura mit dem Stern Abenteuer erleben.
1971 verfilmte Christl Wiemer die Geschichte als Kurzfilm für das DEFA-Studio für Trickfilme. 1983 erstellte Werner Heiduczek eine Hörspielfassung seines Werkes. Es wurde am 1. April 1984 vom Rundfunk der DDR in der Reihe Geschichten aus dem Hut erstgesendet. Die Musik komponierte Gunther Erdmann. Unter der Regie von Uwe Haacke sprachen Hans Oldenbürger (Erzähler), Gabi Zernickow (Jana), Juliane Korén (Der kleine Stern), Birgit Edenharter (Der große Stern), Hans Teuscher (Adler), Detlef Bierstedt (Kosmonaut), Walter Wickenhauser und Gloria Jadwiga. Die Abspieldauer beträgt 17'33 Minuten.

## Ausgaben
Deutsche Ausgaben
- Jana und der kleine Stern (= ABC Ich kann lesen). Kinderbuchverlag, Berlin 1968 [13. Auflage 1988, ISBN 3-358-00400-7].
- Jana und der kleine Stern (= ABC Ich kann lesen). Dausien, Hanau 1973.
- Jana und der kleine Stern. Eine Bilderbuchgeschichte. Leiv, Leipzig 1994, ISBN 3-928885-67-7.
- Jana und der kleine Stern. Eine Bilderbuchgeschichte. DZB, Leipzig 1996.

Ausländische Ausgaben
- Dänemark: Janna og den lille stjerne. Høst, Kopenhagen 1970, Übersetzung: Eva Glistrup.
- Finnland: Jaana ja pikku tähti. Weilin + Göös, Helsinki 1970, Übersetzung: Helena Anhava.
- Japan: Chiisai hoshi ga o chite kita. Kaisei-sha, Tokio 1973, Übersetzung: Nakamura Kôzô.
- Polen: Jana i gwiazdka. Nasza Ksie̜garnia, Warschau 1976, Übersetzung: Wiesława Skład.
- Kuba: Ana y la estrellita. Instituto Cubano del Libro/Editorial Gente Nueva, Havanna 1976, Übersetzung: Mercedes Vich.

## Belege
1. ↑  Jana und der kleine Stern (1968) – Kindergeschichten der DDR. Abgerufen am 3. Dezember 2023 (deutsch).
2. ↑  Aga said: „Jana i gwiazdka”. In: " To dla pamięci ". 13. Oktober 2010, abgerufen am 3. Dezember 2023 (polnisch).
3. ↑  Süddeutsche Zeitung: Zum Tod von Werner Heiduczek - Auch ein Erzieher. 30. Juli 2019, abgerufen am 3. Dezember 2023.
4. ↑  https://www.beltz.de/fileadmin/beltz/presse/pdf/Pressemappe_KibuVerlag.pdf
5. ↑  Lesering.de: Weihnachtsbuchklassiker für die jungen Leser - Kinderbuch - Lesering.de. 11. Dezember 2015, abgerufen am 3. Dezember 2023.
6. ↑  Carolin Im Wassertropfen: interdruck: Jana und der kleine Stern. In: interdruck. 2. Februar 2011, abgerufen am 3. Dezember 2023.
7. ↑  The Star that Fell - By Karen Hayles. Abgerufen am 3. Dezember 2023 (deutsch).
8. ↑  ARD-Hörspieldatenbank (Jana und der kleine Stern, Rundfunk der DDR 1983). Abgerufen am 4. Dezember 2023.